# Trophoblaste
Le trophoblaste correspond à la couche cellulaire continue formée de fibroblastes qui limite l'œuf, devenu blastocyste au 6e jour après la fécondation. Il fournit des nutriments à l'embryon.
Il est issu du trophectoderme présent au stade morula, puis se différencie, chez l'humain, en cytotrophoblaste et en syncytiotrophoblaste au 7e jour de développement embryonnaire. Il sera à l'origine de la partie fœtale du futur placenta.
Des cellules du trophoblaste peuvent être prélevées pour un diagnostic prénatal (DPN). Le trophoblaste est à l'origine de la sécrétion d'une hormone spécifique de la grossesse : l'HCG (Hormone gonadotrophine chorionique).